# Silent Hill 2
Silent Hill 2 е втората от поредицата компютърни и видеоигри Silent Hill. Жанрът и е определян като сървайвал хорър и адвенчър, с елементи на екшън. Издадена е на 24 септември 2001 г. за PS2 а на 20 декември и за XBox. На 2 декември 2002 г. излиза вариант за персонален компютър. Второ издание за PS2 с променен сценарий, въз основа на версията за XBox, излиза на 20 май 2003 г. Сюжетно играта не е пряко свързана със Silent Hill 1.

## Сюжет
Внимание:  Текстът по-долу разкрива сюжета на произведението (или части от него)!
Главният герой Джеймс Сандарленд получава писмо от съпругата си Мери. Тя го моли за среща в малкия курортен град Сайлънт Хил (Тихият хълм), свързан с романтични спомени за двамата. Това което силно смущава Джеймс е, че Мери е починала преди три години, след тежко боледуване. Здравият разум му подсказва, че ситуацията е абсурдна, но дълбоко в себе си храни надежди, че Мери е жива. Във всеки случай Джеймс е решен да научи истината. Езерото Толука край което е разположен Сайлънт Хил изглежда спокойно и безметежно, но чувството на безпокойство обхваща играчът още докато Джеймс върви по пътеката към града през гъстата мъгла. На гробището в покрайнините му той среща странна млада жена, оглеждаща надгробните плочи. Това е Анджела, друга изгубена душа криеща своята тайна. Градът посреща Джеймс с пусти улици, разсечени от пропасти и преградени със странни конструкции. Навсякъде се стеле мъгла. Първите обитатели на Сайлънт Хил, които героят среща са кошмарни създания, родени сякаш от нечие болно въображение. Впоследствие Джеймс попада на Еди Домбровски, малката Лора и отново на Анджела. Въпреки че са човешки същества поведението им е повече от странно. Когато Джеймс успява да се добере до градския парк, вместо Мери, както е очаквал заварва друга жена. Тя се казва Мария и прилича много на съпругата му. Държи се ту предизвикателно, ту уплашено и объркано. Двамата с Джеймс, за когото тя сякаш знае много неща, странстват из Сайлънт Хил, разделяйки се и срещайки се отново. Неведнъж Мария бива убивана от чудовището Пирамидхед, а след това се появява отново. Постепенно Джеймс разплита мистерията около смъртта на Мери, но когато научава истината не му става по-добре. Съпругата му не е умряла поради болестта си. Не можейки да понася нейните страданията а може би желаейки да се освободи от нея, Джеймс я е убил, след което е заключил дълбоко в себе си ужасната тайна. Сега е привлечен от някаква тъмна сила в Сайлънт Хил за да изкупи вината си чрез страдание. А може би кошмарният град е творение на собственото му болно подсъзнание.
В допълнителния сценарий главен герой е Мария. Блуждаейки из призрачния град тя попада в голям пуст дом и научава историята на една трагедия. Малката Ейми Болдуин е готвила за рождения ден на баща си подарък, който не е успяла да връчи. Момичето е паднало от тавана и се е наранило смъртоносно. Ърнест Болдуин обвинява себе си за смъртта и. Напразно Мария го увещава да отвори вратата зад която се е заключил. Нито забравеният подарък, нито шишенцето с бяло вещество, което тя ще му донася (изглежда той се кани да възкреси с него Ейми) помагат. Когато най-после Мария прониква в стаята, тя се оказва необитавана и покрита с паяжини.

## Финали
Начинът по който ще завърши историята зависи от редица постъпки в хода на играта. При излизането на Silent Hill 2 за пръв път те не са били известни на играчите, които е трябвало сами да ги открият. Днес броя на финалите и начинът за постигането им са добре познати и описани:
- Във водата (In Water) – при този финал Джеймс поставя тялото на Мери в автомобила си и насочвайки го в езерото Толука се самоубива. За да се постигне е необходимо играчът да разглежда често писмото, снимката на Мери и ножът на Анджела в инвентара, Джеймс трябва да прочете дневника на покрива на болницата и да изслуша докрай думите на Мери. Не трябва да изчаква Мария в случаите когато са заедно и да позволи тя да получи наранявания от чудовищата. В болницата Джеймс не трябва да се отбива в стаята с болната Мария. Здравето на главния герой трябва да е лошо. Мелодията звучаща в този финал е Angels Thanatos.

- Мария (Maria) – Джеймс напуска града заедно с Мария. На пръв поглед финалът е щастлив, но всъщност Мария е болна точно както и Мери. Този завършек може да бъде получен при условия обратни на по-горните: не трябва да се разглеждат писмото, снимката и ножа, нито да се чете дневника и да се изслушват думите на Мери. Джеймс трябва да се лекува редовно. Необходимо е да изчаква Мария, да я предпазва от удари и да я посещава често в болницата. Финалната мелодия е Promise.

- Отпътуване (Leave) – Умиращата Мери прощава на Джеймс. Той напуска Сайлънт Хил заедно с малката Лора. За да бъде получен този завършек Джеймс не бива да посещава Мария в болницата а здравето му трябва да е добро. В дългия коридор е нужно той да изслуша думите на Мери. Финална мелодия – Overdose Delusion.

- Прераждане (Rebirth) – Джеймс отплава с тялото на Мария към остров в езерото Толука. Той иска да я възкреси с помощта на древен ритуал. Не става ясно дали успява. Нужно е играта да е премината вече веднъж и Джеймс да открие четири предмета необходими му за ритуала: бял елей, книгата Lost Memories, обсидиантов куб, и книгата Crimson Ceremony. В края звучи The Reverse Will.

- Кучешки финал (Dog) – Шеговит финал. С помощта на ключ с формата на кокал (Dog Key), Джеймс отключва тайна врата. Там, на контролно табло и със слушалки на главата седи куче което управлява целият град. Играта трябва да е премината вече два пъти, един път с който и да е от завършеците описани по-горе и втори път с „Прераждане“. Финална мелодия – Dog Ending Theme.

- НЛО (UFO) – Шеговит финал, традиционен за поредицата. Може да бъде получен само ако е изигран финалът „Мария“, след което в началото на новата игра (в тоалетната) трябва да бъде взет синият камък. Резултатът: долита рояк от летящи чинии. Сред пришълците е и главният герой от Silent Hill 1, Хари Мейсън. В подобен финал от първата игра, той е отвлечен от марсианци. Сега Хари пита Джеймс не е ли виждал малко момиче – дъщеря му Шерил, която търси в Silent Hill 1. Джеймс го разпитва за Мери, а в това време извънземните го прострелват с бластер и отнасят в летящата чиния. Звучи UFO Ending Theme.

- Финалът с Мария (Born from a wish) – това е завършекът на допълнителния сценарий. Не изисква специални условия и постъпки. Напускайки къщата на Болдуин, Мария се кани да сложи край на живота си, но захвърля пистолета и се отправя към парка където ще се срещне с Джеймс. Финална мелодия – Love psalm.

## Персонажи
- Джеймс Сандърленд – млад мъж, на пръв поглед съвсем обикновен, но заключил в подсъзнанието си страшна тайна.
- Мария – танцьорка в нощен клуб, приличаща извънредно много на съпругата на Джеймс. Облеклото и начинът и на държание са далеч по-екстравагантни от тези на Мери.
- Анджела Ороско – странна млада жена, твърдяща че търси в Сайлън Хил майка си. Всъщтност е сираче осиновено от насилника Томас Ороско.
- Еди Домбровски – дебел и не особено съобразителен младеж, който още при първата си среща с Джеймс започва да го убеждава, че никого не е убил. В действителност той се крие в Сайлънт Хил именно заради убийство. Човек е склонен да прояви снизхождение към него, защото е преживял много обиди и унижения, а и изглежда безобиден. Накрая Еди ще се превърне в много опасен противник за главния герой.
- Лора – малко момиче обитаващо кошмарния град без страх от чудовищата, които за него не съществуват. Лора е лежала в болницата заедно с Мери. Не харесва Джеймс и си прави доста жестоки шеги с него.
- Мери – кротката и болнава съпруга на Джеймс превръщаща се накрая в демон търсещ възмездие.
- Ърнест Болдуин – този персонаж присъства само в допълнителния сценарий. Играчът чува гласът му, но няма да го види изобщо. Може би съсипаният от скръб обитател на голямата къща е само призрак?

## Чудовища
- Измамен силует (Lying Figure) – това е първото враждебно същество с което Джеймс се сблъсква в Сайлънт Хил. Представлява човекоподобна твар с ръце сякаш враснали в деформирания гръден кош. Отпред на гърдите си има вертикален разрез от който изхвърля отровен облак срещу жертвите си. Ако е ранен Изманият силует ляга и влачейки се по земята продължава да напада. Среща се навсякъде из града. Не е особено силен противник, но ако са двама или трима могат да създадат неприятности. Тъй като е бавен, на открити пространства Джеймс може просто да пробяга покрай него.
- Манекен (Mannequin) – Създание, напомнящо шивашки манекен. Вместо торс от кръста нагоре има втори чефт крака с отрязани стъпала. Именно с тях нанася удари. Манекенът изглежда зловещо застинал в странна поза, но не е твърде опасен.
- Хлебарка (Cockroach) – гигантско насекомо. Не може да лети, движи се само по земята. Напада като хапе по краката. Бързо е, но не е представлява голяма заплаха.
- Медицинска сестра (Bubble Head Nurse) – Традиционен за поредицата персонаж. Лицето и е бинтовано, а твърде късата бяла престилка изцапана с кръв. Въоръжена е с метална тръба. За пръв път се срещат в болницата а след това и в Алтернативния град. Ако са в група медицинските сестри са опасни.
- Мандарин (Mandarin) – Тази твар се придвижва по решетестия под, стремейки се да нарани Джеймс в краката. Не може да бъде убита, но не е и опасна.
- Месестата уста (Flesh Lip) – Три на брой създания, които се срещат единствено в една от стаите на болницата. Телата им са затворени в рамки с формата на правоъгълна призма. Висящи от тавана, те се плъзгат по него, опитвайки се да хванат с крака Джеймс и да го удушат.
- Абстрактният баща (Abstract Daddy) – Това трудно за описание чудовище, представя абстрактен образ на бащата на Анджела. Има четири крака и зурла, а туловището му е сраснало с четириъгълна метална рамка. Джеймс го среща в Лабиринта. Абстрактният баща се опитва да захване главата на жертвата в отвора на стомаха си. Успее ли, с нея е свършено.
- Пирамидоглавия (Pyramid Head) – Има вид на палач с изцапана от кръв и нечистотии месарска престилка. Вместо качулка, на главата си има шлем с формата на неправилна пирамида. Въоръжен е с огромен нож (понякога копие), който едва влачи, въпреки внушителните си размери. Движи се бавно, замахва със сила и нанася тежки удари. Ако притисне жертвата, я хваща с една ръка и вдигайки я във въздуха я задушава. Джеймс се сблъсква неколкократно с този изключително опасен противник.
- Мери (Mary) – Това е „финалният бос“, който главният герой среща в края на играта. Представя съпругата на Джеймс, в метална конструкция напомняща клетка или болнично легло и превърнала се в демон. Реейки се из въздуха тя напада отдалеч изпускайки отровен облак. От близо атакува с дълги щипци.

## Геймплей
Играе се от трето лице. За разлика от Silent Hill 1 тук камерата е фиксирана. Целта е да се създаде допълнително напрежение у играча, като не му се позволи да има пълна видимост към враговете. Фиксираната камера дава и възможност за ефектни ракурси, но поради оплакванията, че причинява неудобство във версията за PC е добавена функция за промяна на гледната точка чрез бутона S. Главният герой може да се движи ходом или да тича. При продължителен бяг той се задъхва. Здравето му се поддържа чрез шишенца с лекарства, аптечки и ампули, които открива в хода на играта. Оръжията са разнообразни, но амунициите са ограничени, което принуждава играещия да пести всеки патрон. Всички открити предмети носи със себе си, за разлика от дрги подобни игри, например Resident Evil 2. Ориентирането се извършва с помощта на карти, но за „Лабиринта“ липсва такава. Във версията за PS2 записването на играта става само на определени места, обозначени с червени квадрати. При компютърния вариант записването е възможно на практика навсякъде. Подобно на Хари Мейсън от Silent Hill 1 и Джеймс е снабден с радио и фенерче, предмети станали традиционни за поредицата. Счупеното радио издава шум при близост с чудовища. Без фенерчето Джеймс не е в състояние да вижда в тъмнината необходимите му предмети, нито да чете документи и разглежда карти. Особеност на този уред е, че когато е включен, видими стават само необходимите вещи и враговете. Всичко останало потъва в мрак. Когато е изключен, макар и смътно героят вижда околната обстановка. Тогава обаче не може да ползва предметите, въпреки че са видими за играча. В този случай самият Джеймс също става незабележим за противниците си. Колоритът на играта е доста убит. Тъй като създателите на Silent Hill 2 искат той да е точно такъв, опция за повишаване яркостта се появява едва след като е премината веднъж. Съществува възможност за контрол на цвета на кръвта. Играчът може да избира отделно степента на сложност при загадките (трудно, нормално, леко и новак) и трудността на боя (трудно, нормално и леко). След преминаване на играта, при започването на нова получава достъп до нови оръжия, предмети и финали.
При допълнителния сценарий играчът поема контрол върху Мария. Начина на управление на този персонаж е идентичен с вече описания.

## Саундтрак
Всепризнато е, че голяма заслуга за успеха на играта има музикалното и оформление. Негов създател е японския композитор Акира Ямаока, който е автор на музиката към всички игри от поредицата. Саундтрака на Silent Hill 2 е издаден в няколко варианта:
- Silent Hill 2 Original Soundtrack (OST) – излиза на 3 октомври 2001 г. в Япония, по късно същата година и в Европа. Издател за Япония е Konami Music Entertainment, а за Европа Konami of Europe GmbH. Съдържа 30 изпълнения с обща продължителност 1 час и 13 минути.
- Silent Hill 2 Complete (CST), 2001 г. Съдържа 60 изпълнения с продължителност 1 час и 45 минути.
- Silent Hill 2 Complete Soundtrack (CST), 2001 г. Съдържа 30 изпълнения с продължителност 1 час и 19 минути.

Silent Hill 2 Original Soundtrack (OST):
1. Theme of Laura – 3:26
2. White Noiz – 1:26
3. Forest – 1:46
4. A World Of Madness – 1:49
5. Ordinary Vanity – 1:42
6. Promise (Reprise) – 1:47
7. Ashes And Ghost – 3:10
8. Null Moon – 2:52
9. Heaven’s Night – 2:07
10. Alone In The Town – 2:22
11. The Darkness That Lurks In Our Mind – 1:18
12. Angel’s Thanatos – 3:20
13. The Day Of Night – 1:40
14. Block Mind – 1:14
15. Magdalene – 1:55
16. Fermata in Mystic Air – 2:19
17. Prisonic Fairytale – 1:57
18. Love Psalm – 4:29
19. Silent Heaven – 2:16
20. Noone Love You – 1:34
21. The Reverse Will – 3:35
22. Laura Plays The Piano – 1:57
23. Terror In The Depths Of The Fog – 4:34
24. True – 3:09
25. Betrayal – 2:32
26. Black Fairy – 1:14
27. Theme Of Laura (Reprise) – 1:53
28. Overdose Delusion – 4:33
29. Pianissimo Epilogue – 1:39
30. Promise – 4:40

## Създатели
- Сценарист – Хироюки Оуаки
- Режисьор – Масачи Цибуяма
- Главен художник – Масахиро Ито
- Композитор – Акира Ямаока
- Звукови ефекти – Акира Ямаока
- Аниматори – Норихито Хатакеда, Юки Мизучи, Юкинори Оджима и др.

## Системни изисквания
- Операционна система: Windows: 98, 2000, XP
- Процесор: Pentium III 700 MHz или повече
- Оперативна памет: 64 MB
- Свободно пространство на твърдия диск: 1800 MB
- Видеопамет: 32 MB